# Kansas City Southern de México
La Kansas City Southern de México (KCSM), nota in precedenza come Transportación Ferroviaria Mexicana (TFM), è il nome di una società dedicata al trasporto merci che utilizza ferrovie nella parte nord-orientale del Messico. La KCSM è interamente di proprietà e gestita dalla Kansas City Southern, che possiede la propria flotta e i diritti di operare e mantenere un sistema ferroviario attraverso una concessione da parte del governo messicano. La maggior parte del sistema ferroviario si estende dalla valle di Città del Messico fino al confine con gli Stati Uniti a Laredo, Texas; ci sono anche binari che collegano le città portuali di Ciudad Lázaro Cárdenas e Veracruz, dando alla Kansas City Southern de México una posizione unica perché collega sia il golfo del Messico che l'Oceano Pacifico al confine con gli Stati Uniti.